# Morro d'Oro
Morro d'Oro är en ort och kommun i provinsen Teramo i regionen Abruzzo i Italien. Kommunen hade 3 582 invånare (2018).